# Mission de l'Union africaine en Somalie

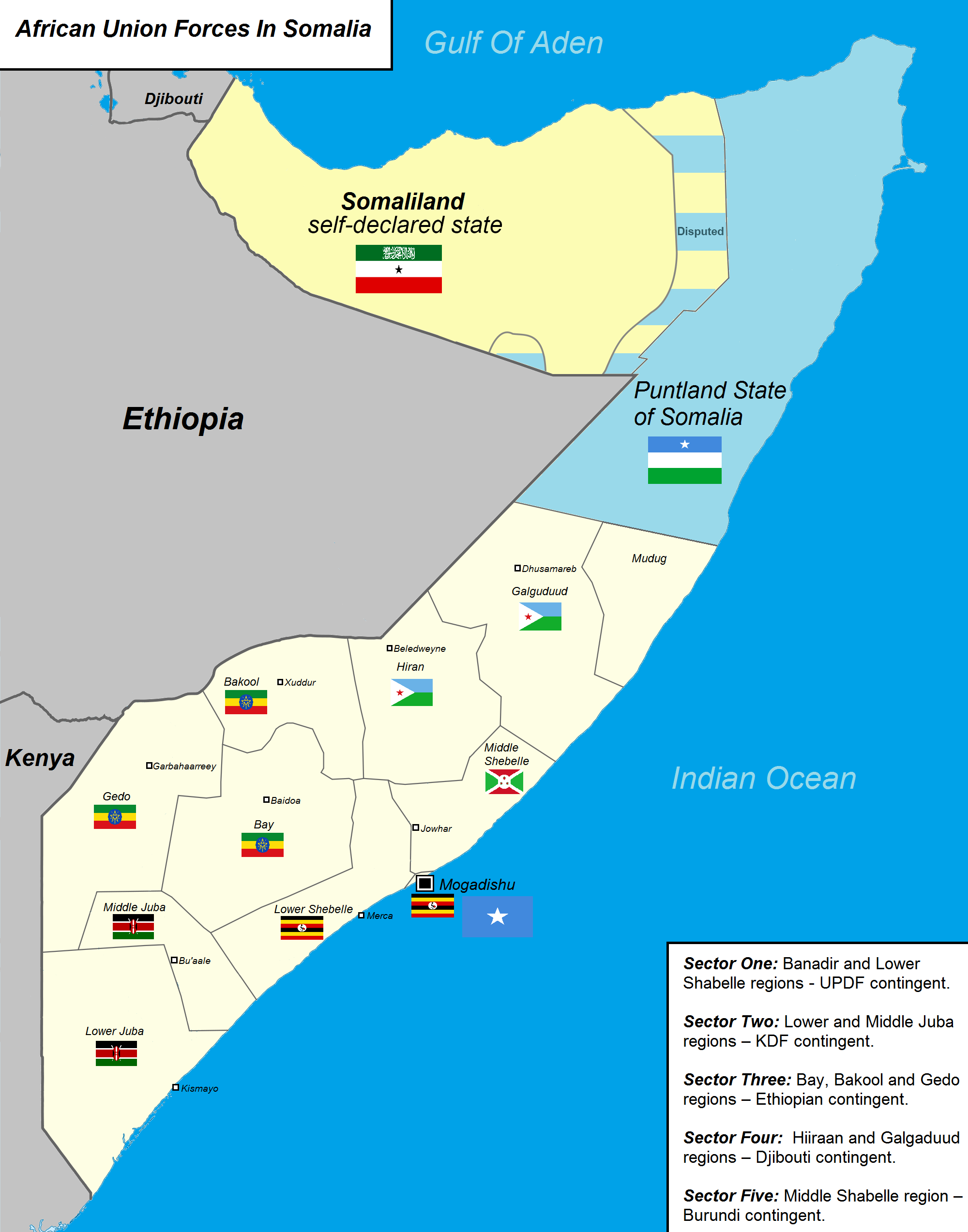
Carte des troupes de l'Amisom déployées en Somalie.

La mission de l'Union africaine en Somalie, généralement appelée Amisom, acronyme de l'anglais African Union Mission in Somalia, est une mission régionale de maintien de la paix en Somalie menée par l'Union africaine avec l'aval des Nations unies à la suite de la guerre civile somalienne.

## Mission
Elle a été créée par le Conseil de paix et de sécurité de l'Union africaine le 19 janvier 2007 avec un mandat de six mois et autorisée par le Conseil de sécurité des Nations unies le 21 février 2007, dans sa résolution 1744. Dans sa résolution 1772 du 20 août 2007, le Conseil de sécurité des Nations unies encourage l'Amisom à soutenir le gouvernement fédéral de transition, mettre en œuvre une stratégie de sécurité nationale, former les forces de sécurité somaliennes, et contribuer à créer un environnement sûr pour la distribution de l'aide humanitaire.
Le mandat de l'Amisom a depuis été prolongé tous les six ou douze mois ; le 8 janvier 2010, le Conseil de paix et de sécurité de l’Union africaine l'a prorogé pour une nouvelle période de douze mois. Par sa résolution 1910 du 28 janvier 2010, le Conseil de sécurité des Nations unies a autorisé le maintien de l'Amisom jusqu'au 31 janvier 2011. Elle est de nouveau prolongée jusqu'en mai 2018 puis jusqu'en décembre 2021. En mai 2024, La Somalie demande aux Nations Unies, de mettre fin à cette opérations de maintien de la paix avec l'union africaine. Le 1er janvier 2025, La Mission de soutien et de stabilisation de l'Union africaine remplace la Mission de transition de l'Union africaine en tant que mission de maintien de la paix de l'Union africaine.

## Effectifs

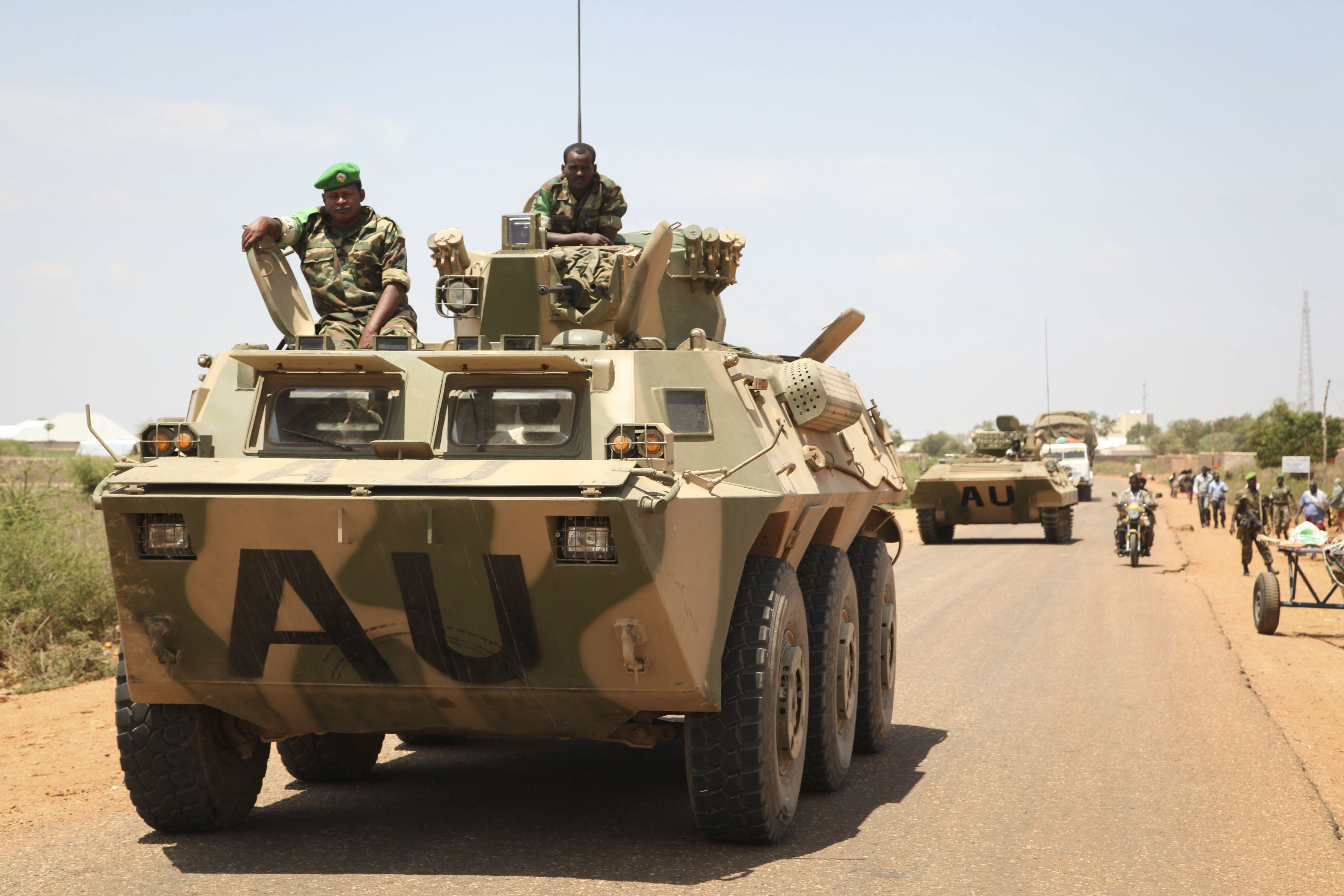
Transports de troupes WZ-523 des Forces de défense nationale éthiopiennes en 2014.

Elle compte, en 2010, 5 250 soldats, dont 2 550 fournis par le Burundi et 2 700 par l'Ouganda. Ses effectifs sont passés à 8 375 au 25 février 2011, à 9 700 en novembre 2011, 12 000 sont escomptés pour 2012 dont 850 militaires de Djibouti arrivant fin 2011 et un contingent de Sierra Leone qui sera projeté à l’été 2012 et 20 000 demandés. Début juin 2012, le contingent kényan, officiellement de 4 631 soldats selon le décompte, a été intégré à la Mission de l'Union africaine en Somalie.
Début 2016, l'Amisom compte 22 000 hommes, dont 6 000 d'Ouganda, 5 400 du Burundi, 4 400 d'Éthiopie et 3 600 du Kenya.
Ces forces se battent contre Al-Shabbaab dans une guerre asymétrique. Les pertes humaines entre 2007 et 2011 sont d'environ 250 soldats tués.
En mai 2018, cinq soldats burundais de la mission sont tués à Balcad (en) (région de Shabeellaha Dhexe) dans une embuscade des Shabbaab. Le 16 septembre 2019, au moins douze soldats burundais sont tués et une dizaine blessés au même endroit, réputé dangereux.

## Accusations de viol
Selon l’ONG Human Rights Watch (HRW), les soldats de la force de l’Union africaine en Somalie ont violé et exploité sexuellement des femmes et jeunes filles somaliennes sur leurs bases de Mogadiscio.
« Les soldats de l’UA, se servant d’intermédiaires somaliens, ont utilisé une variété de tactiques, dont l’aide humanitaire, pour contraindre des femmes et des filles vulnérables à des activités sexuelles. Ils ont aussi violé et agressé sexuellement des femmes venues chercher une aide médicale ou de l’eau sur les bases de l’Amisom », a détaillé HRW.
« Les pays contributeurs de troupes, l’Union africaine (UA) et les bailleurs qui financent l’Amisom devraient se pencher urgemment sur ces abus et renforcer les procédures en Somalie pour que justice soit rendue », a estimé l’ONG de défense des droits de l’Homme dans ce rapport de 71 pages.

## Images

L'Amisom dans la région de Shabeellaha Dhexe, 2010-2012
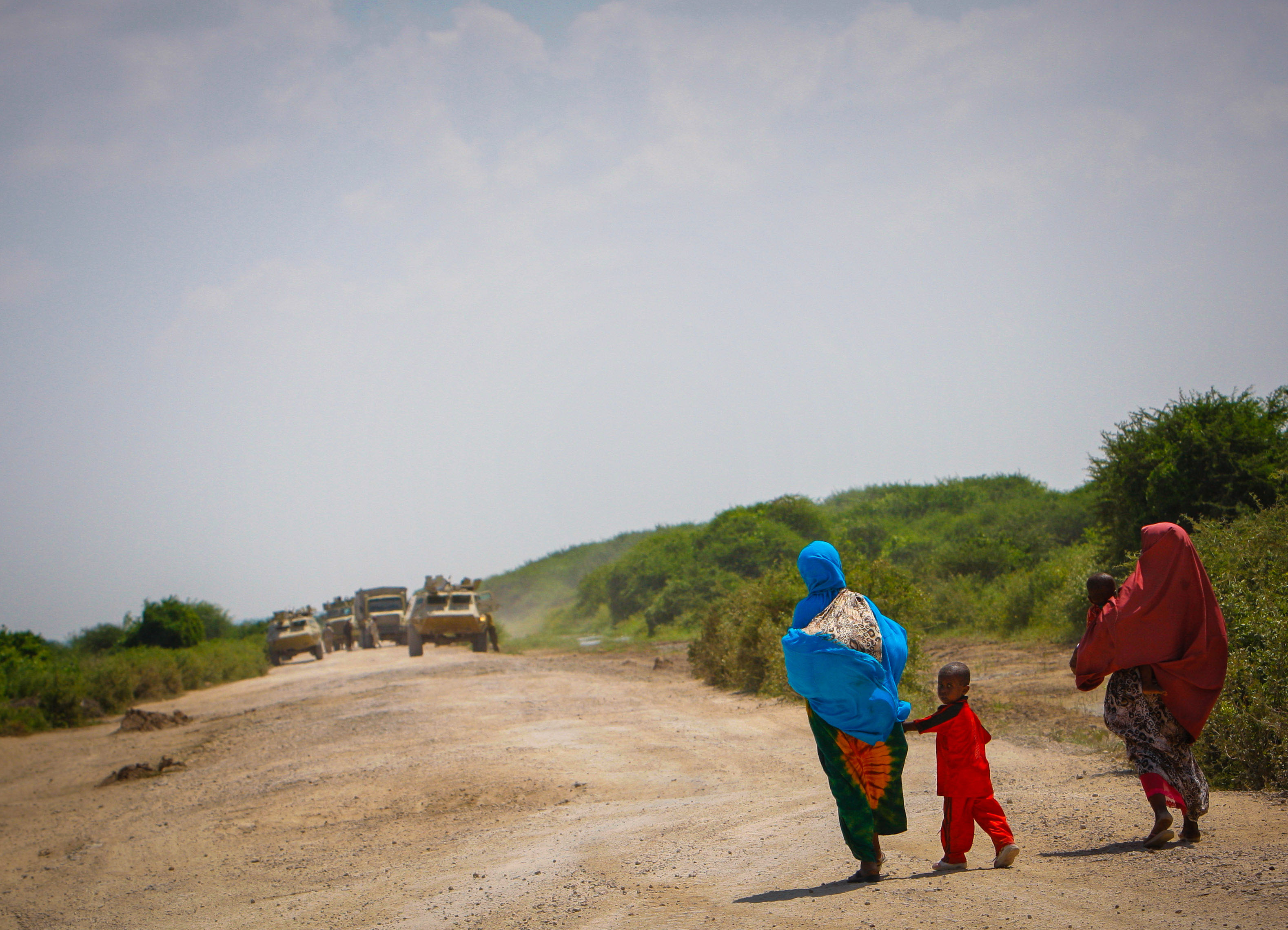
Femmes et enfants de Jowhar regardant arriver un convoi de l'Amisom en 2012.
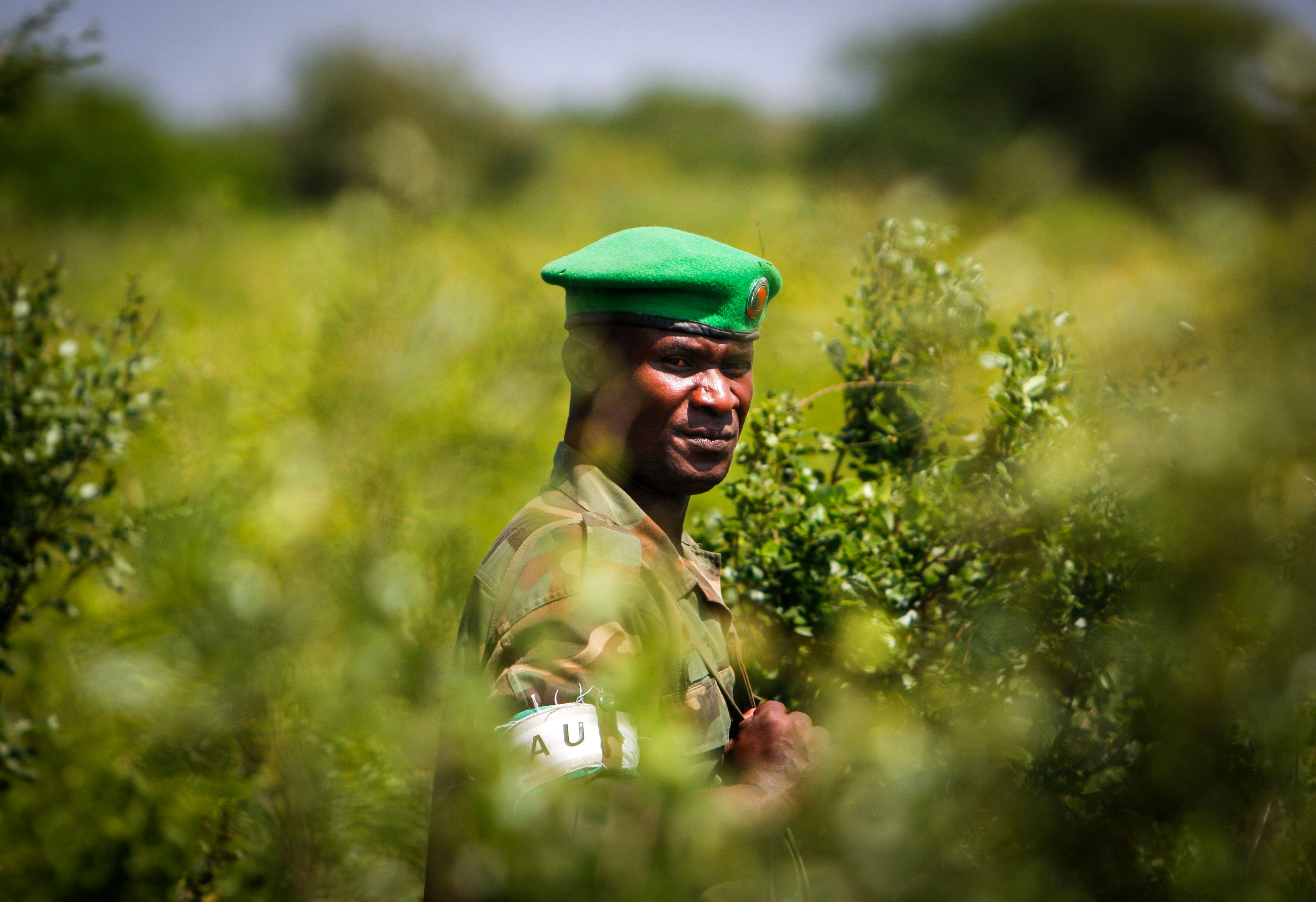
Soldat ougandais dans un champ près de Jowhar en 2010.
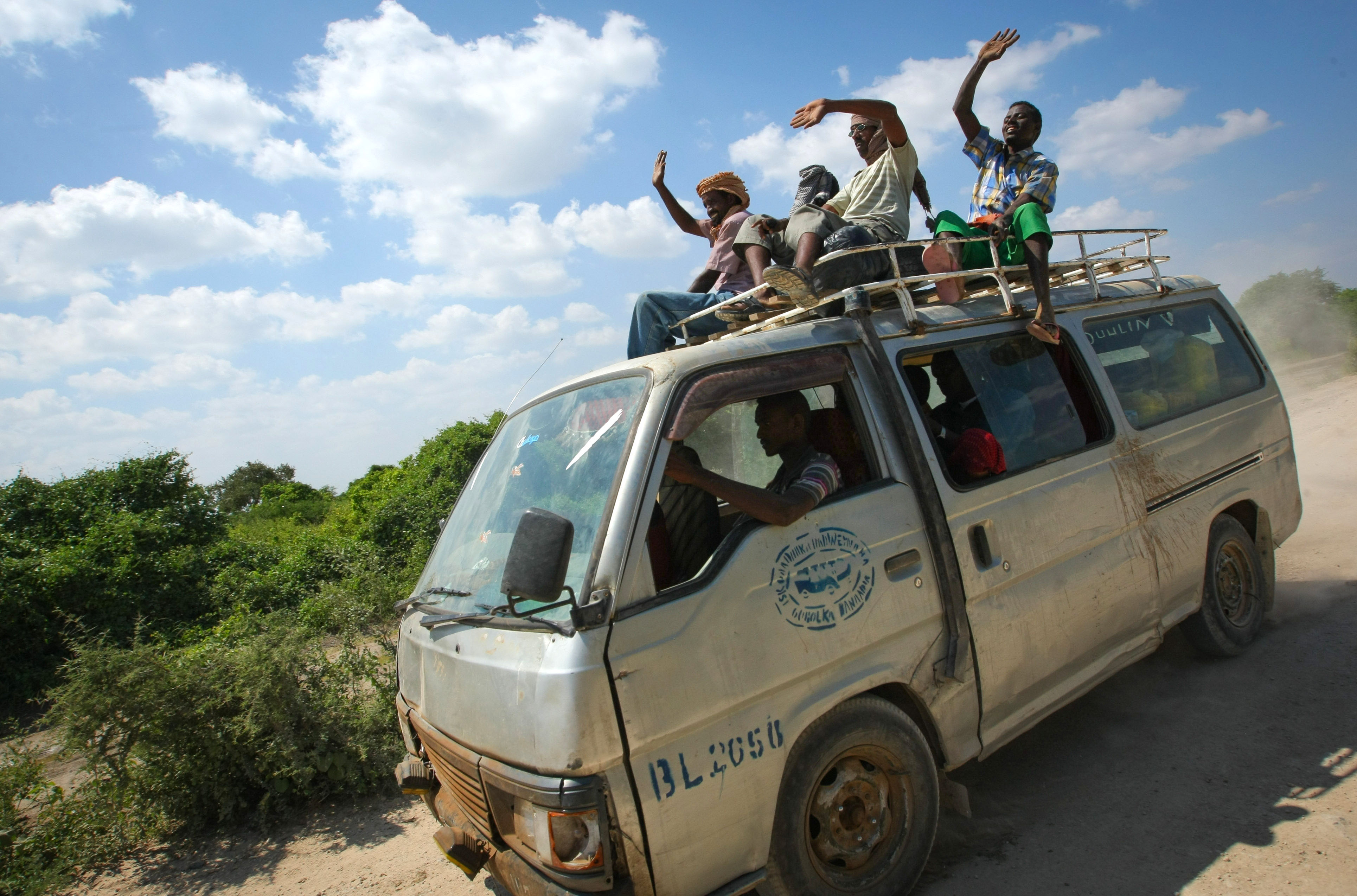
Passagers d'un taxi collectif saluant le passage d'un convoi de l'Amisom en 2010.